# Noviziat (Neopaganismus)

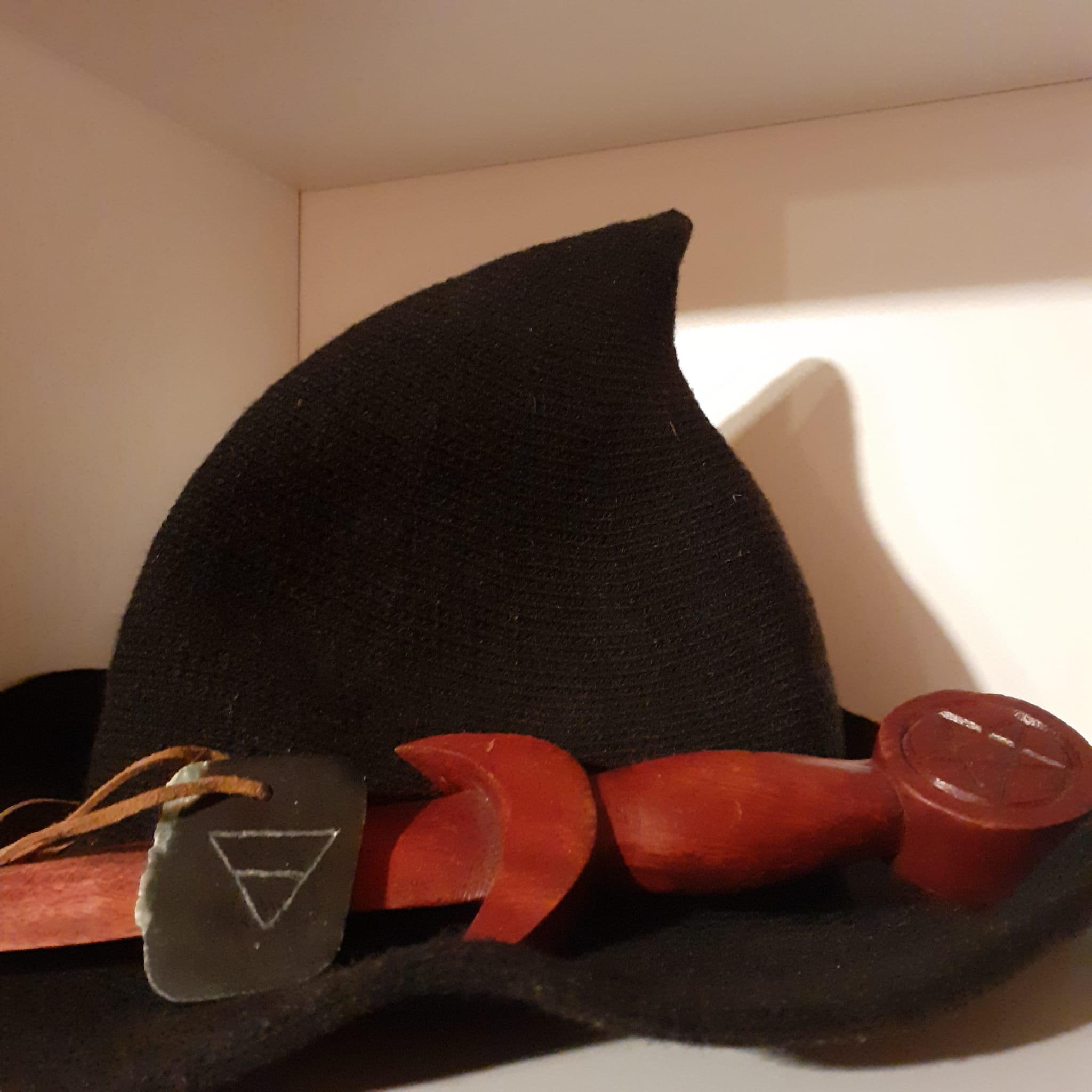
Mögliche Dinge, die einem Novizen während der Initiation ausgehändigt werden: Ein Hut, ein Athame und ein Amulett mit dem Symbol der Erde.

Das Symbol des Dreimondes. Es symbolisiert die drei Aspekte der großen Göttin.

Das Noviziat (von lateinisch novicius, „Neuling“) ist im Neopaganismus, insbesondere im Wicca, die Zeit zwischen der Initiation in den ersten Grad und der Erhebung in den zweiten Grad. Seltener ist auch die Bezeichnung Adept üblich, allerdings wird heute fast nur noch die Bezeichnung Novize genutzt, da das Wort Adept, vor allem durch die Schriften von Franz Bardon, mit Okkultismus und Esoterik in Verbindung gebracht wird.
Sofern man in einen Coven initiiert wurde, nimmt man als Novize zumeist an Unterricht teil, wird aber als vollwertiges Mitglied des Coven angesehen und ist auch an Ritualen zu Sabbat und Esbat beteiligt.

## Ablauf einer Initiation
Die Initiation in den ersten Grad ist in vielen Traditionen des Wicca verschieden, jedoch sind die wesentlichen Bestandteile immer relativ gleich. Eine Initiation in den ersten Grad des britisch traditionellen Wicca läuft meist wie folgt ab:
1. Der Novize gibt seine Ritualmaterialien ab, wäscht sich und zieht neue Kleidung für das Ritual an, meist in weiß, rot, oder schwarz.[Anmerkung 1]
2. Die Ritualmaterialien werden vorbereitet und ein Schutzkreis durch die Hohepriesterin und den Hohepriester geschaffen.
3. Der Novize betritt den Kreis in Begleitung einer Person (im Folgenden Pate), die mindestens in den zweiten Grad initiiert ist und in Zukunft dem Novizen zur Seite stehen wird.
4. Ein Geheimnis wird ausgetauscht und der Novize nach seinem zukünftigen magischen Namen gefragt.
5. Die große Göttin und der gehörnte Gott werden angerufen. Meist wird hier auch ein Text, wie z. B. das Hexencredo oder die Offenbarung der Göttin vom Novizen aufgesagt oder diesem von seinem Paten vorgelesen.
6. Dem Novizen wird vom Hohepriester eine Aufgabe gestellt. Oft wird dem Novizen hierbei ein Athame an die Stirn gehalten; auf die Nachfrage ob er Angst hätte, antwortet der Novize, dass er keine Angst hat, da er zwei Geheimnisse kennt: „Wahrhafte Liebe und rechtes Vertrauen.“
7. Die Hohepriesterin stellt den Novizen symbolisch den Elementen vor und bringt ihm so gleichzeitig bei, wie in diesem Coven ein Schutzkreis geschaffen wird.
8. Der Novize wird dann wieder zurück zur Mitte des Kreises geführt, wo ihm ein Dreimond oder ein Pentakel mit Öl auf die Stirn gezeichnet wird. Daraufhin folgt meist ein Schwur, die Mitglieder des Coven zu beschützen und niemandem zu schaden.
9. Das Ritual wird dadurch beendet, dass dem Novizen seine Ritualmaterialien zurückgegeben werden. Nun kann ihm auch ein Zertifikat oder eine Urkunde[3][Anmerkung 2], die die Initiation bestätigt, überreicht und der Schutzkreis wieder geschlossen werden. Oft wird der Kuchen und Wein Ritus an eine Initiation angeschlossen.[4][5]

Durchgeführt wird die Initiation im Gardenischen-Wicca traditionell erst, nachdem der Novize schon mindestens ein Jahr und einen Tag alleine praktiziert und gelernt hat; in anderen britisch traditionellen Wicca-Traditionen, wie dem Algard-Wicca, ist eine Initiation in den ersten Grad auch meist schon früher möglich. Die Initiation wird meist durch eine Hohepriesterin und einen Hohepriester geleitet; wenn nur eine Person das Ritual leitet, dann ist dies meist eine Person, die ein anderes Geschlecht als der Novize hat.

## Hexenregeln
Während der Initiation in den ersten Grad wird der Novize meist dazu aufgefordert, einen Eid zu schwören. Dieser kann selbst verfasst werden, allerdings ist es Tradition, auf die dreizehn Hexenregeln zu schwören. Diese Regeln sind aus dem Hexencredo abgeleitet und werden seit Generationen weitergegeben; der genaue Urheber ist nicht bekannt. Die dreizehn Hexenregeln lauten in deutscher Übersetzung wie folgt:
1. Tu was du willst und schade keinem.
2. Sei immer ehrlich zu dir selbst.
3. Beherrsche die Regeln deiner Hexenkunst.
4. Lerne dein Leben lang, sei immer neugierig auf Neues.
5. Wende dein Wissen weise an.
6. Finde dein inneres Gleichgewicht und lebe danach.
7. Unterschätze nie die Kraft des Wortes.
8. Lerne dich zu konzentrieren.
9. Lebe im Einklang mit der Natur.
10. Meditiere.
11. Achte auf deine Gesundheit.
12. Akzeptiere und respektiere deine Umwelt.
13. Ehre die Kraft der Natur.

Die dreizehnte Regel wird manchmal auch in „Ehre die Göttin und den Gott“, oder „Ehre was du willst“ abgewandelt.

## Wiccaning
In manchen Traditionen des Wicca ist das Wiccaning, oder auch Paganing als eine Art Vorstufe des Noviziats üblich. Ein Wiccaning hat starke Parallelen zu einer christlichen Taufe, wird aber im Gegensatz dazu meist nicht bei Neugeborenen, sondern bei Jugendlichen, oder auch Erwachsenen durchgeführt. Durch das Wiccaning wird die Person gesegnet, nicht aber in die Gemeinschaft eines Coven aufgenommen. 
Der Ablauf von einem Wiccaning kann sehr unterschiedlich aussehen – bei Kindern wird meist nach einer Anrufung von Göttin und Gott durch das Zeichnen eines Pentakels oder Dreimonds der Segen ausgesprochen. Bei jüngeren Kindern kann auch die Annahme eines Taufnamens in das Ritual integriert werden. Üblicher ist allerdings das Wiccaning eines Jugendlichen, oder jungen Erwachsenen. Hierbei wird der Person meist eine Prüfung auferlegt, die sie zu erfüllen hat um zu beweisen, dass sie genügend Lebenserfahrung gesammelt hat, um von nun an mit wichtigeren Aufgaben im gesellschaftlichen Zusammenleben betraut zu werden.
Die Initiation in den ersten Grad erfolgt meist ein Jahr und einen Tag nach dem Wiccaning.

## Ende des Noviziats
Mit der Initiation in den zweiten Grad endet die Zeit des Noviziats. Allerdings werden Novizen im ersten Grad bereits als vollwertige Mitglieder eines Coven angesehen. Die Initiation in den zweiten Grad erfolgt traditionell frühestens nach zwei Jahren und zwei Tagen, bzw. ein Jahr und einen Tag nach der Initiation in den ersten Grad.
Nicht für jeden ist es das richtige, in den zweiten Grad erhoben zu werden, viele Personen bleiben daher freiwillig Novizen. Die wesentlichen Vorteile des zweiten Grades sind, dass man selbst Rituale leiten darf, Novizen unterrichtet und bei wichtigen Ritualen, wie Initiationen und Jahreskreisfesten mehr Verantwortung bekommt.